# Hoobastank
Hoobastank (стилизовано као h∞bastank, а раније познат као Hoobustank) америчка је рок група основана у Агора Хилсу 1994. године. Групу чине певач Даг Роб, гитариста Дан Естрин, бубњар Крис Хеси и басиста Џеси Чарланд. Најпознатија песма групе је The Reason из 2004. године.

## Дискографија
Студијски албуми
- They Sure Don't Make Basketball Shorts Like They Used To (1998)
- Hoobastank (2001)
- The Reason (2003)
- Every Man for Himself (2006)
- Fornever (2009)
- Fight or Flight (2012)
- Push Pull (2018)